# The Transformers (TV-serie)
The Transformers är en animerad TV-serie om ett krig mellan gigantiska robotar som snabbt kan byggas om till fordon, andra föremål, samt djurliknande former. Berättelserna skrevs i USA, men animerades i Japan och Sydkorea. Serien är baserad på leksakerna från japanska Takara, vilka utvecklades till Transformers av amerikanska företaget Hasbro.
I Japan kallades serien Fight! Super Robot Life Form Transformer (戦え! 超ロボット生命体トランスフォーマー Tatakae! Chō Robotto Seimeitai Toransufōmā?) för säsong 1 och 2, samt Fight! Transformers 2010 (戦え! トランスフォーマー2010 Tatakae! Toransufōmā Tsu Ō Wan Ō?) till säsong 3. Serien avslutades 1987, men flera japanska uppföljare gjordes.
Som svar på 1992 års nylansering av leksakerna och serietidningen, som kallades Transformers: Generation 2, har den första serien benämnts med retronymen, Transformers: Generation 1, eller G1. Fastän det var fans som myntade begreppet, har det senare även kommit att användas officiellt.

### Fotnoter
1. ↑  ”Transformers: The Complete Series DVD Review”. IGN. https://www.ign.com/articles/2009/07/23/transformers-the-complete-series-dvd-review. Läst 12 oktober 2010.
2. ↑  ”From Lassie to Pee-Wee”. The New York Times. 30 oktober 1988. http://www.nytimes.com/1988/10/30/magazine/from-lassie-to-pee-wee.html?scp=7&sq=The%20Real%20Ghostbusters&st=cse&pagewanted=2. Läst 14 augusti 2010.
3. ↑  ”DVD Review: Transformers The Complete First Season 25th Anniversary”. Mania.com. Arkiverad från originalet den 6 juli 2011. https://web.archive.org/web/20110706235630/http://www.mania.com/dvd-review-transformers-complete-first-season-25th-anniversary_article_115714.html. Läst 7 september 2010.